# Chmielarze (województwo śląskie)
Chmielarze – wieś w Polsce, położona w województwie śląskim, w powiecie częstochowskim, w gminie Kłomnice.
W latach 1975–1998 miejscowość administracyjnie należała do województwa częstochowskiego.

## Integralne części wsi
| SIMC    | Nazwa | Rodzaj    |
| ------- | ----- | --------- |
| 0134137 | Raków | część wsi |

## Historia
Po raz pierwszy wieś wymieniona została w 1787 jako Chmielarze oraz Raków. Później także Chmielarze vide Raków 1827, Chmielarze, Raków 1839, Chmielarze i Raków 1880. Nazwa miejscowości pochodzi od nazwy chmielarz czyli od plantatora chmielu osoby uprawiającej i zbierającej chmiel.
Pod koniec XIX wieku miejscowość jako Chmielarze lub Raków odnotował Słownik geograficzny Królestwa Polskiego. Miejscowość była wówczas osadą karczmarską z leśną oraz wsią włościańską, czyli w całości należącą do chłopów. Leżała w powiecie noworadomskim, gmina Garnek. W 1880 wieś liczyła 42 domy, w których mieszkało 223 mieszkańców i miała w sumie 393 morgi rozległości.